# اچ‌ام‌اس تترارچ (ان۷۷)
اچ‌ام‌اس تترارچ (ان۷۷) (به انگلیسی: HMS Tetrarch (N77)) یک زیردریایی بود که طول آن ۲۷۵ فوت (۸۴ متر) بود.
این زیردریایی در سال ۱۹۳۹ ساخته‌شد.
تتراش در ۲۶ اکتبر ۱۹۴۱ از مالت برای انجام مرمت در انگلیس، از طریق تنگه جبل الطارق، حرکت کرد. در ۲ نوامبر نتوانست به جبل الطارق برسد. این زیر دریایی در مسیر از یک میدان مین عبور کرد، روز دوشنبه ۲۷ خدمه زیر دریایی با P34 که در همان منطقه بود ارتباط برقرار کرد و این آخرین تماس با زیردریایی بود. فرض بر این است که در اواخر اکتبر سال ۱۹۴۱ در نزدیکی ایتالیا واقع در Capo Granditola، سیسیل، ایتالیا گم شده باشد.